# تورتيليوني
تورتيليوني (Tortiglioni) هي إحدى أنواع المعكرونة، تشبه ريغاتوني ولكنها تملك أخاديد لولبية أكثر عمقاً.
أخذت  من الكلمة الإيطالية توركويره (torquere) والذي يعني «لوي أو لف». الاسم تورتيليون (tortiglione) يعني الشكل المميز الناتج من المخرطة التي تستخدم في تصنيع المعكرونة بأشكال أخاديد طولية.

## الملاحظات والمراجع
1. 1 2  Hildebrand، Caz (2011). Géométrie de la pasta. Kenedy, Jacob., Salsa, Patrice. Paris: Marabout. ص. 270. ISBN:9782501072441. OCLC:762599005. مؤرشف من الأصل في 2019-12-14.
2. ↑  "Tortiglioni". مجموعة باريلا website (بالإنجليزية البريطانية). Archived from the original on 2018-01-23. Retrieved 2018-01-23.